# Église catholique en Espagne
L'Église catholique en Espagne (en espagnol : « Iglesia católica en España »), désigne l'organisme institutionnel et sa communauté locale ayant pour religion le catholicisme en Espagne.   
L'Église en Espagne est organisée en 14 provinces ecclésiastiques, qui ne sont pas soumises à une juridiction nationale au sein d'une Église nationale mais qui sont soumises à la juridiction universelle du pape, évêque de Rome, au sein de l'« Église universelle ». 
Les 14 provinces répartissent 69 diocèses qui rassemblent toutes les paroisses de l'Espagne ainsi que les sept paroisses de l'archiprêtré des Vallées d'Andorra (Andorre). 
En étroite communion avec le Saint-Siège, les évêques des diocèses en Espagne sont membres d'une instance de concertation, la conférence épiscopale espagnole.  
L'Église catholique est autorisée par l'article 16 de la constitution de l'Espagne de 1978 : « on garantit la liberté de religion sans limitations que celles qui sont nécessaires au maintien de l'ordre public protégé par la loi »,,. Depuis cette date, l'Espagne n'a plus de religions d'État ni officielles (la Constitution de 1978 affirme qu'« aucune confession n'est religion d'État »).  
En 2017, l'Église catholique est la communauté religieuse comptant le plus de membres en Espagne avec 68,4% de la population se déclarant catholiques,. Cependant, seules 13 % des personnes se déclarant catholiques se reconnaissent comme pratiquants réguliers, tandis que le nombre de mariages religieux et de baptêmes baisse d'année en année. 
L’Église espagnole détient plus de 110 000 biens immobiliers et est exemptée de l’impôt foncier, ce qui représenterait une perte annuelle de 2,5 milliards d’euros pour l’État. Ce privilège est contesté par 80 % de la population selon un sondage publié en 2012 dans le quotidien El Pais.

## Politique
L’Église exerce une influence politique qui parait « démesurée par rapport à son poids culturel et sociologique actuel ». En 2013, au moins quatre ministres (Affaires extérieures, Défense, Intérieur, Santé) appartiennent ou sont proches de l’Opus Dei ou des Légionnaires du Christ.
Le Parti Populaire (PP) s'est constamment opposé à l'abolition ou à la révision des privilèges économiques dont l’Église bénéficie et entend conforter la place de l’Église au sein des institutions publiques. Le ministre de l’Éducation, José Ignacio Wert, défend notamment en 2013 une proposition de loi qui redonnerait aux cours de religion un caractère obligatoire qu’ils avaient perdu sous le mandat de José Luis Rodríguez Zapatero (PSOE). Il propose également d’accorder des subventions supplémentaires aux écoles privées prônant la non-mixité.
Le Concordat passé en 1978 entre l’État espagnol et le Vatican reconnait à l’Église espagnole le droit nommer les professeurs de religion, qui sont rémunérés par l’État. 

## Histoire
Dès la première moitié du premier siècle après Jésus-Christ,  saint Paul a « vraisemblablement » évangélisé l'Espagne, mais c'est surtout Jacques de Zébédée, l'un des douze Apôtres de Christ, qui l'évangélisa avant d'être enterré à Saint-Jacques-de-Compostelle.   
En 1953, l'Église et l'État ont signé un concordat qui a fait de la religion catholique la religion d'État de l'Espagne sous la dictature de Francisco Franco.   
En 1978, le premier paragraphe de l'article 16 de la constitution de l'Espagne « garantit la liberté de religion sans limitations que celles qui sont nécessaires au maintien de l'ordre public protégé par la loi et le troisième paragraphe  affirme qu'« aucune confession n'est religion d'État ».

## Abus sexuels
En Mars 2022, les députés espagnols décident la création d'une commission parlementaire pour enquéter sur la pédocriminalité dans l’Église catholique espagnole. L’Église espagnole refuse d'y siéger regrettant que ces investigations ne visent que l’institution ecclésiastique et non l'ensemble de la société. Toutefois elle promet qu'elle va coopérer. Pour sa part, elle a engagé un audit externe par un cabinet d’avocats pour traiter ces agressions sexuelles.

## Organisation
L'Église catholique romaine en Espagne est divisée 69 diocèses, répartis en 14 provinces ecclésiastiques. 

## Statistiques
En 2017, 68,4 % de la population espagnole se dit catholique contre 25 % d'athées ou sans-religions. 